# Ubuntu Customization Kit
Ubuntu Customization Kit (UCK) é uma ferramenta que ajuda o utilizador/usuário a criar um Live CD personalizado do ubuntu (e também Kubuntu, Xubuntu, Edubuntu e Lubuntu). 
É amplamente utilizado por pessoas que tem o interesse de criar sua própria distribuição linux, seja para fins educacionais, científicos ou por diversão. O UCK também permite que programas sejam instalados direto na imagem ISO, otimizando o tempo de instalação e configuração de laboratórios, cyber-café, etc.